# François Renaud
Pour les articles homonymes, voir Renaud (homonymie).
François Renaud est un magistrat français, né le 5 mars 1923 à Hà Giang (à l'époque en Indochine française) au Tonkin dans le nord de l'actuel Viêt Nam, et mort assassiné le 3 juillet 1975 à Lyon (Rhône). Il est le premier magistrat français à être assassiné depuis l'Occupation. Sa vie a inspiré le réalisateur Yves Boisset qui a tourné le film Le Juge Fayard dit « le Shériff » en 1977.

## Biographie

### Origines familiales
François Maurice Renaud est le fils de Maurice François Renaud et de Marie Aimée Charlotte Maillart. Son père est un médecin, officier militaire, descendant d'une noble lignée bourguignonne (la famille de Lassonne) dont l'un fut médecin du roi Louis XV.

### Études et débuts professionnels
Il fait ses études secondaires à Toulouse, puis son droit à Lyon.
En 1943, étant menacé d'être requis par le STO, il rejoint le maquis de Laives, puis celui de Corlay, sous le commandement d'André Jarrot. Il s'engage ensuite dans l'armée d'Alsace.
Entré dans la magistrature en février 1953, il reçoit son diplôme de justice de paix coloniale en 1956. Il est nommé juge suppléant dans les colonies, en Côte d'Ivoire, au Niger, au Mali, puis en Haute-Volta (actuel Burkina Faso). Il revient à Lyon en 1966. A la fin de l'année 1972, il est nommé 1er juge d'instruction du palais de justice de Lyon .

### Carrière judiciaire à Lyon
Il se fait remarquer par son allure qui apparaissait alors anticonformiste (vestes à carreaux, pantalons de velours grenat, chemises roses, amateur de gros cigares, fine moustache en croc). Sa manière musclée et bien personnelle de mener ses instructions, lui vaut d'être surnommé « Le Shériff », on lui reproche  son verbe cru, son adhésion au Syndicat de la magistrature dont il est un des membres fondateurs et son goût pour les femmes avec qui il « s'encanaille » dans des boîtes de nuit.
Au gré de ses dossiers, le juge navigue aux frontières de la grande criminalité et de la politique. Il reçoit de nombreuses menaces de mort. En mai 1973, les mutins de la prison Saint-Paul montés sur les toits scandent « Renaud, salaud, on aura ta peau ». L'avocat lyonnais Joannès Ambre, qui a assuré la défense du gang des Lyonnais, le défie en combat singulier sur le terrain de la procédure, il considère que Renaud joue avec la liberté des femmes et des maîtresses des truands, notamment en manipulant les permis de visites pour faire pression sur les prévenus. Un tract distribué le 17 mars 1975 par la section lyonnaise du Comité d'action des prisonniers en marge d’un procès d’assises, le met violemment en cause.
En huit ans de magistrature à Lyon, le juge Renaud a traité 1 500 affaires de droit commun : braquages du gang des Lyonnais, hold-up du gang de Guy Reynaud dit « le Dingue », enlèvement d'Yves Marin-Laflèche (riche hôtelier lyonnais), plusieurs règlements de comptes qui valent à Lyon à l'époque la triste appellation de « Chicago-sur-Rhône ».

### Assassinat

#### Faits
Le 3 juillet 1975, à 2 h 30 du matin, François Renaud et sa compagne prénommée Geneviève rentrent d'une soirée chez des amis. Après s'être garé dans le parking de « La Vigie », situé au 89 de la montée de l'Observance, dans le 9e arrondissement de Lyon, le couple redescend à pied vers le domicile situé dans un immeuble de la colline de Fourvière. Lors du trajet, une voiture s'arrête à leur hauteur, ses occupants, trois hommes encagoulés, tirent deux coups de feu vers le juge qui s'est approché pensant renseigner un automobiliste. Indemnes cependant, Renaud et sa compagne s'enfuient pendant que les tueurs continuent de tirer. Le couple dévale la rue sur une cinquantaine de mètres mais le conducteur de la voiture opère une marche arrière rapide et leur coupe le passage, les coinçant derrière une voiture en stationnement (qui recevra plusieurs projectiles). Le juge s'y recroqueville et protège sa compagne. Un des passagers descend de la voiture et assassine le juge de deux balles, une dans le cou et une dans la nuque ; puis il le frappe d’un coup de pied dans les reins et lui tire encore trois balles dans le crâne. Les tueurs repartent enfin et sa compagne, indemne, court jusqu'à l'appartement pour donner l'alerte. François Renaud succombe une heure plus tard dans l'ambulance qui le transporte vers l'hôpital Édouard-Herriot. C’est la première fois depuis l’Occupation qu’un magistrat est assassiné en France.

#### Enquête et suites
Roger Chaix, nouveau préfet délégué pour la police auprès du Préfet du Rhône, révèle lors de la cérémonie de vœux à la préfecture, le 12 janvier 1976, que les assassins du juge Renaud auraient été identifiés mais que leur inculpation reste difficile, car elle est basée essentiellement sur des témoignages d'indicateurs : « La police peut connaître le nom des coupables et ne disposer d’aucun moyen de les confondre ».
Pour l'un de ses fils, auteur de sa biographie , la collusion entre le SAC et une partie du milieu, à laquelle s'intéressait Renaud, serait à l'origine de son assassinat. Francis Renaud suppose que c'est Jean Schnaebelé (caïd lyonnais lié au SAC) qui aurait commandité l'assassinat. Il aurait été pris en charge par Edmond Vidal du gang des Lyonnais (alors en prison), et perpétré par Jean-Pierre Marin, Michel Lamouret et Robert Alfani, les trois tueurs présumés. Michel Neyret, qui fut chef adjoint puis chef de la Brigade de recherche et d'intervention (BRI) de Lyon, de 1983 à 2004, a également la conviction de l'implication de Marin et Lamouret dans l'assassinat du juge.
Louis Guillaud (dit « la Carpe » et membre du Gang des Lyonnais, arrêté le 25 février 1976 pour l'enlèvement de Christophe Mérieux), se suicide le 25 décembre 2008. À son domicile, on retrouve une lettre dactylographiée reçue d'un proche et attestant de sa présence sur les lieux de l’assassinat. Des annotations qui lui sont attribuées confirmeraient leur décision d'abattre le Juge : « L’un d’entre nous, que l’on appellera JMP, était particulièrement remonté contre le juge et il se proposait comme exécuteur. » (JMP indique vraisemblablement Jean-Pierre Marin). Jean-Pierre Marin, recherché pour avoir joué un rôle dans l'enlèvement du petit Christophe Mérieux, avait été mortellement blessé lors de son interpellation par des policiers le 9 mars 1976, à Champagne-au-Mont-d'Or, dans la banlieue nord de Lyon.
Philippe Guillaud, fils de Louis Guillaud, précise les circonstances de l'assassinat telles que les lui aurait rapportées son père. Le coup n'aurait pas été monté. « Ils étaient en repérage pour divers braquages » quand ils croisent fortuitement le juge. « Ils font demi-tour, repassent à sa portée, Marin descend et lui met deux balles dans la nuque. ».
Après dix-sept ans d'enquête, qui ont vu se succéder six juges d'instruction, le magistrat Georges Fenech signe une ordonnance de non-lieu le 17 septembre 1992, et la prescription est acquise en 2004.

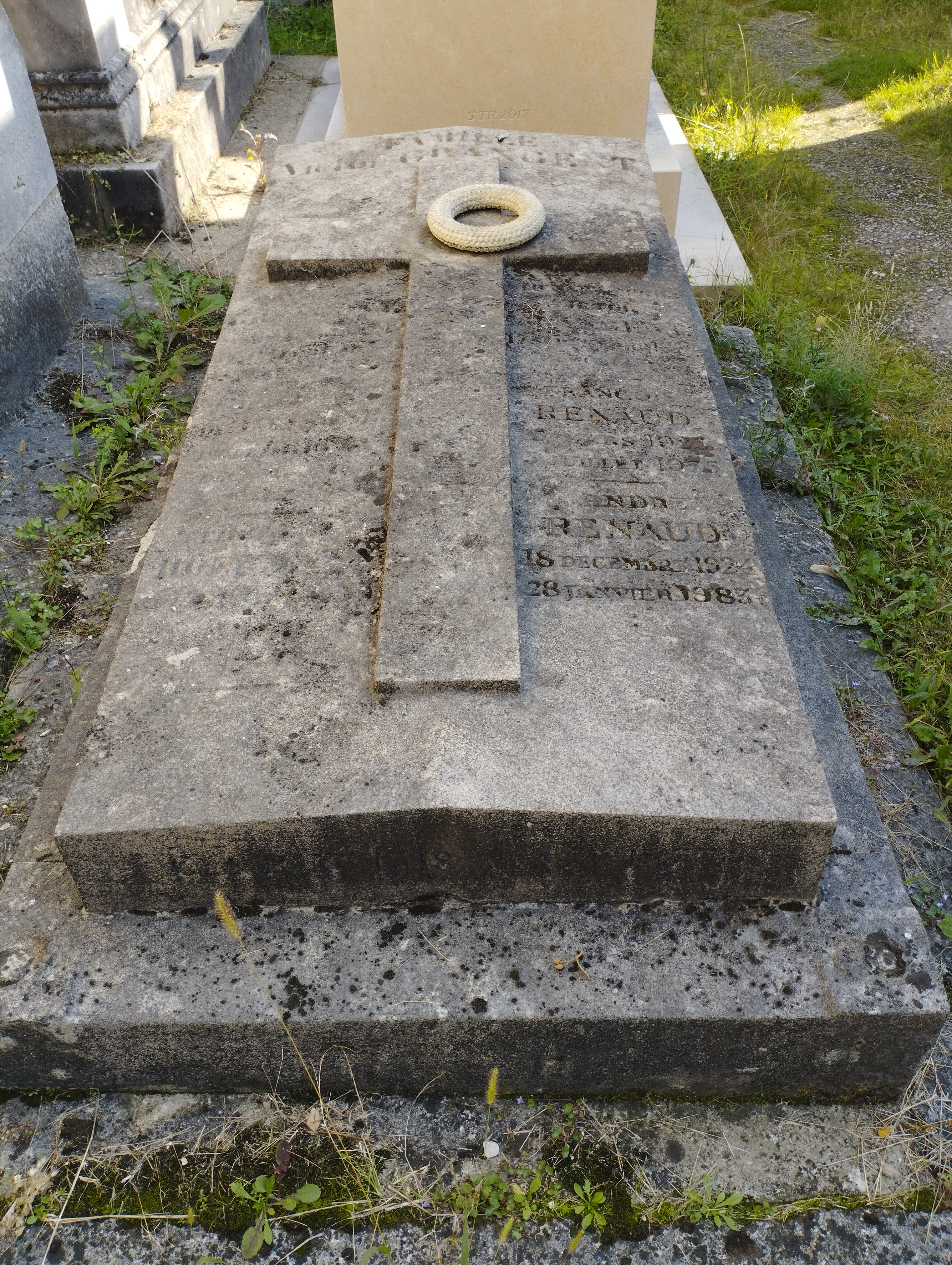
Tombe de François Renaud au cimetière du Père-Lachaise (division 62).

L'affaire non résolue reste encore aujourd'hui très sensible. Le réalisateur Olivier Marchal justifie l'absence de toute référence au juge dans son film de 2011 Les Lyonnais par : « Je n’ai pas voulu remuer la merde ».

## Postérité
François Renaud, divorcé de Lydia Suzy Alvarez Santullano (Asnières, 21 juillet 1927 - Veyrier-du-Lac, 16 juin 2007), a deux fils. Sa tombe se trouve dans une concession familiale au cimetière du Père-Lachaise (62e division). Elle est profanée en avril 2007.

### Le Juge Fayard dit «le Shériff»
Yves Boisset avec son film, qui « dénonce la corruption au sein des systèmes judiciaire et politique, en faisant notamment référence au SAC », tourné à chaud en 1977, créé la polémique et le film est censuré. Charles Pasqua, à l'époque secrétaire général du SAC, « fait en sorte que Boisset soit contraint, par la justice, de supprimer toute mention visuelle ou auditive relative à cette organisation dans son film ».

## Hommages
- Une plaque commémorative, apposée sur les murs de la salle des pas-perdus du Palais de justice de Lyon, perpétue le souvenir du juge[22].

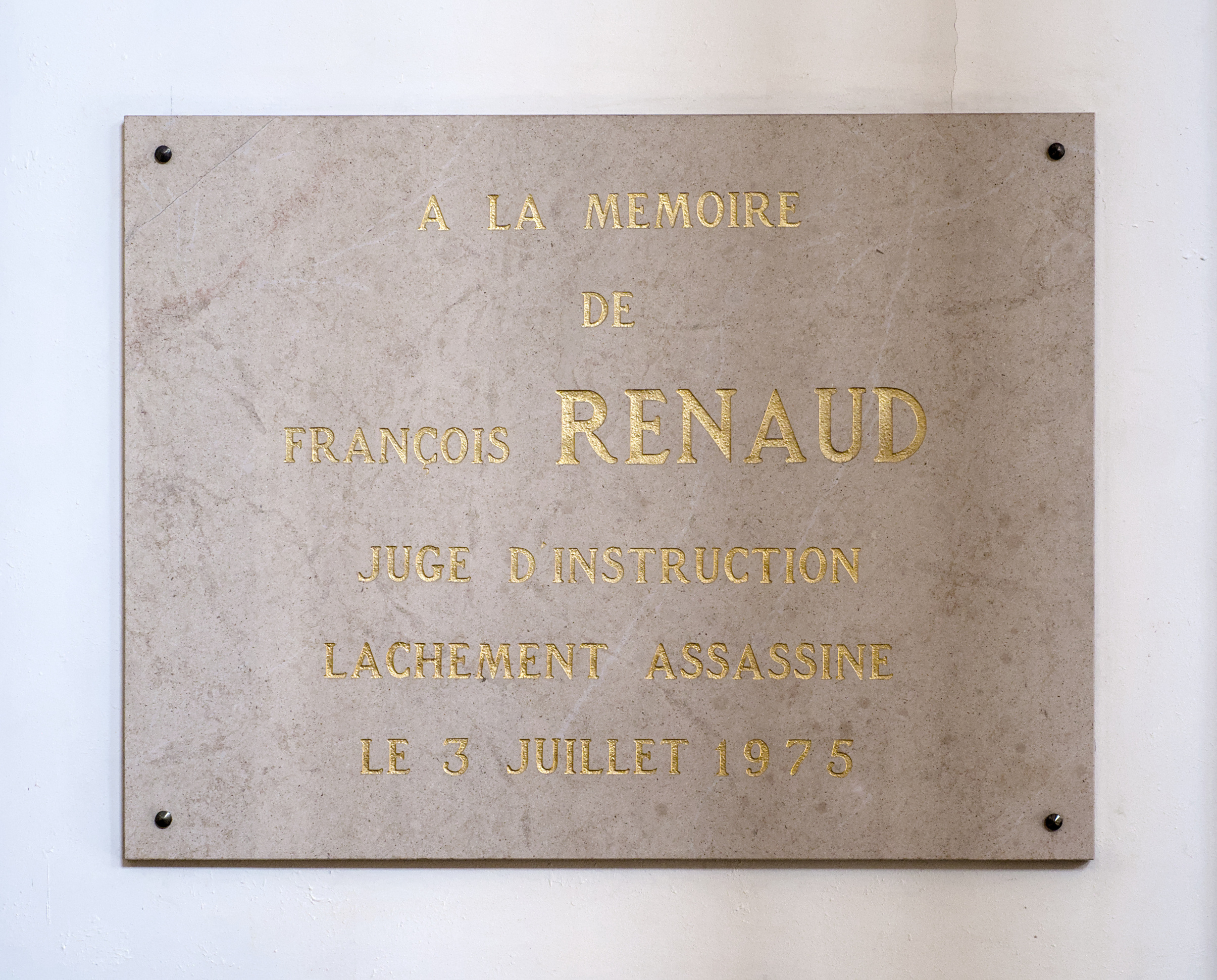
Lyon 5e - Palais de justice historique - Salle des pas perdus - Plaque à François Renaud.
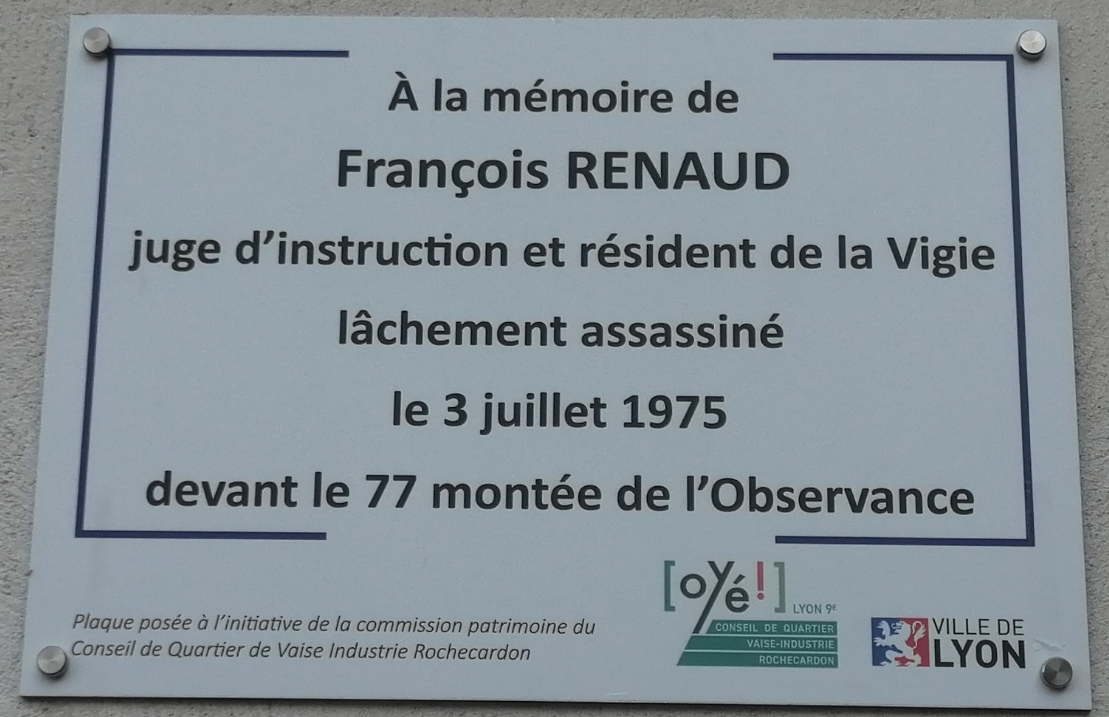
Plaque commémorative François Renaud, 89 Montée de l'Observance Lyon 9.
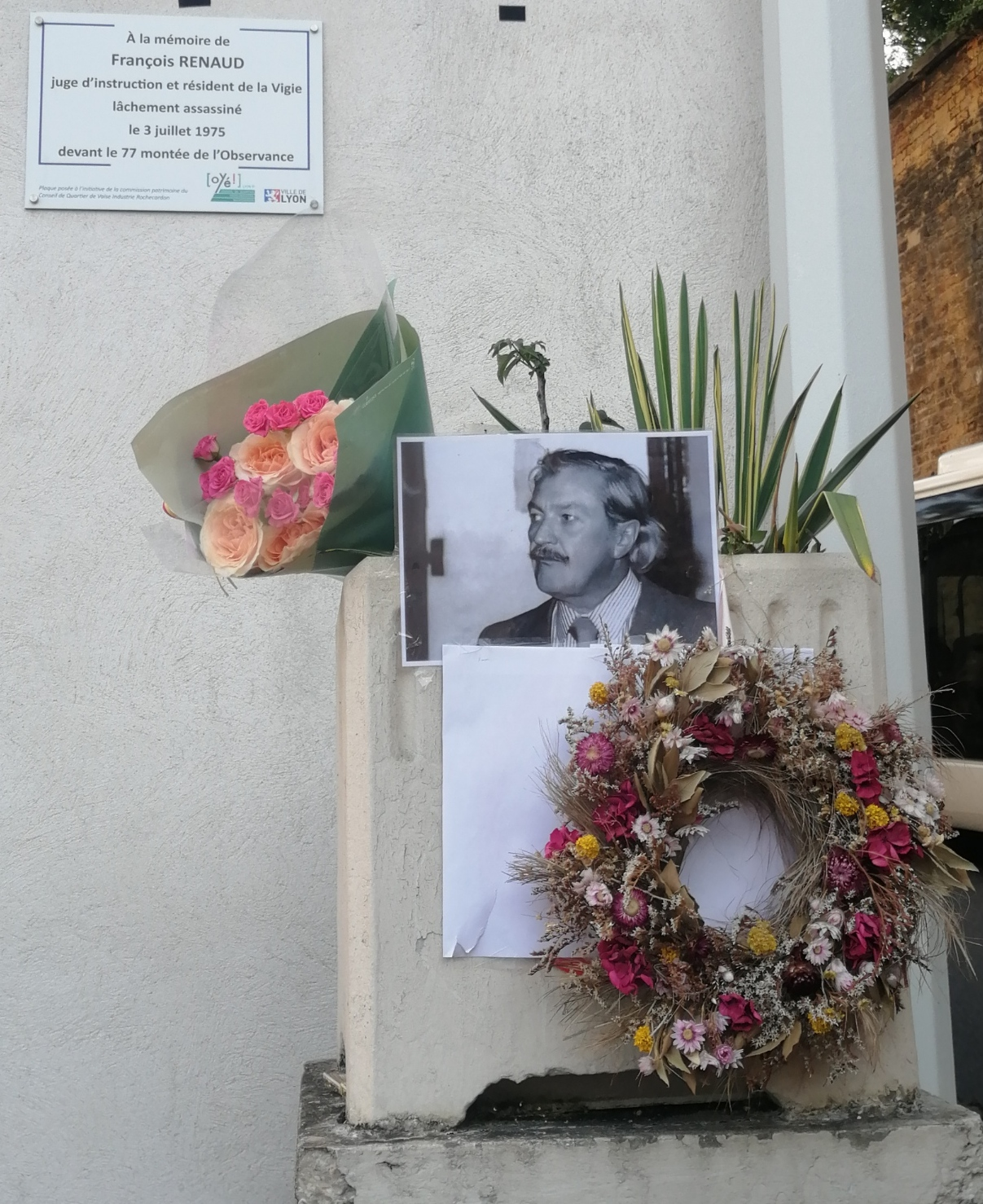
Commémoration des 50 ans de l'assassinat du Juge Renaud, le 2 juillet 2025.

- Une plaque commémorative des 50 ans de sa mort est posée, le 2 juillet 2025, au 89 Montée de l'Observance à proximité du lieu de l'assassinat, son domicile se trouvait au no 77[23]. Cet hommage s'inscrit parmi plusieurs événements, exposition, ciné-débat, organisés dans le 9e arrondissement de Lyon[24].

## Distinctions
- Médaille militaire
- Croix de guerre 1939-1945

### Documentaire télévisé
- Faites entrer l'accusé, présenté par Christophe Hondelatte, en avril 2006 et mars 2008, L'assassinat du sheriff, sur France 2, où sont donnés les noms des probables auteurs et commanditaires.

### Émission de radio
- Patrick Pesnot, Rendez-vous avec X, le juge Renaud émission du samedi 5 septembre 1998 diffusée sur France Inter.
- Patrick Pesnot, Rendez-vous avec X, 1975, l'assassinat du juge Renaud émission du samedi 28 janvier 2012 diffusée sur France Inter.

### Filmographie
- Yves Boisset, Le Juge Fayard dit Le Shériff, 1977, inspiré de l'affaire.